# Nhulunbuy
Nhulunbuy és el nom d'una població de la península de Gove, al Territori del Nord d'Austràlia. Es va formar a la dècada dels anys seixanta, quan s'hi va obrir una mina de bauxita i s'hi va construir un port d'aigües profundes. Segons el cens del 2006, tenia 4.112 habitants.
És al nord-est de la Terra d'Arnhem, on viuen els aborígens Yolngu

## Clima
Té clima tropical. El mes més càlid és el gener, amb una temperatura mitjana de 29 °C, i el més fred, el juliol, amb 17,5 °C. La pluviometria anual és de 1.305 litres, amb una estació seca que va del juny al novembre, tots dos inclosos.